# Lepanthes ancylopetala
Lepanthes ancylopetala är en orkidéart som beskrevs av Robert Louis Dressler. Lepanthes ancylopetala ingår i släktet Lepanthes och familjen orkidéer. Inga underarter finns listade i Catalogue of Life.